# Peñuelas (Porto Rico)
Peñuelas è una città di Porto Rico situata sulla costa meridionale dell'isola. L'area comunale confina a nord con Adjuntas, a est con Ponce e a ovest con Guayanilla. È bagnata a sud dalle acque del Mar dei Caraibi. Il comune, che fu fondato nel 1793, oggi conta una popolazione di quasi 30 000 abitanti ed è suddiviso in 13 circoscrizioni (barrios).